# Naturligt urval
Det naturliga urvalet är en delprocess i evolutionen. Charles Darwin, Thomas Henry Huxley och Alfred Russell Wallace, som forskade fram olika sätt av arternas utveckling, lade alla fram mycket likartade teorier om det naturliga urvalet som förklaring till de observerade skillnaderna mellan olika arter. Det naturliga urvalet sammanfattas ofta med frasen "de bäst anpassades överlevnad"; en fras myntad av Herbert Spencer och som Darwin accepterade efter mycket tvekan. Det är dock en mindre lyckad beskrivning eftersom det naturliga urvalet dessutom handlar om att överlevnaden leder fram till en framgångsrik fortplantning. Naturligt urval innebär att individer med egenskaper som gör att de är anpassade till den aktuella miljön oftare överlever och kan fortplanta sig, vilket gör att dessa egenskaper tenderar att vara de som sprider sig till kommande generationer.
Darwin inleder ”Om arternas uppkomst” med att resonera om husdjursaveln och om hur man förstärker önskvärda drag genom att välja ut vissa djur för avel. Han menar att det finns en liknande process i naturen som ger vissa individer bättre möjligheter att föra sina egenskaper vidare till nästa generation. Han kallade denna process det naturliga urvalet för att skilja det från det uppfödarens urval av avelsdjur.
Grunden för det naturliga urvalet är att alla individer av en art inte är lika. De har olika arvsanlag som ger dem olika egenskaper. Vissa individer har egenskaper som gör dem bättre anpassade till den miljö de lever i. Egenskaperna ger dem en fördel när det gäller att överleva tills de är könsmogna, att få avkomma och ge sin avkomma bättre förutsättningar i livet. Dessa individer har därför en större chans att föra vidare sina arvsanlag till kommande generationer. Efterhand kommer då andelen av de gynnsamma arvsanlagen att öka.
Vad som är ett gynnsamt arvsanlag beror på situationen. Ett träd kan till exempel få en fördel av att växa snabbt och högt om det växer ihop med andra träd, eftersom det då kan få mer solljus. I en miljö som är glest beväxt och fattig på näring kan det å andra sidan vara en fördel att växa långsamt för att spara näringen till att bilda frön.
Naturligt urval kan verka både konserverande och förändrande. I en stabil miljö där urvalet fått verka tillräckligt länge når artens evolution ett jämviktsläge. Där verkar det naturliga urvalet genom att välja bort varianter som skiljer sig från genomsnittet, och arten förblir oförändrad.

## Sexuellt urval

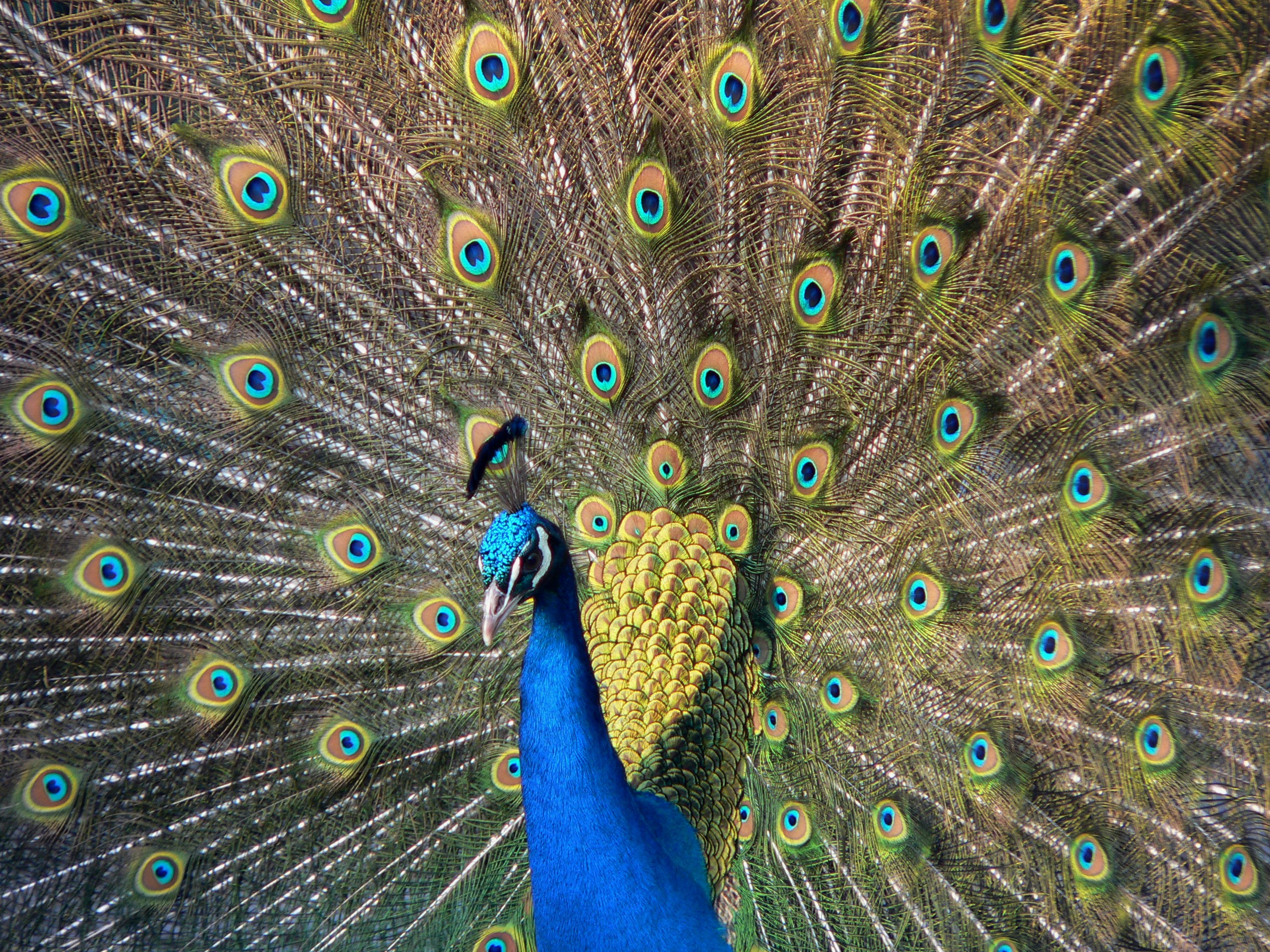
Påfågelhanne

Sexuell selektion är den delmängd av den naturliga selektionen som berör reproduktionsframgång. En individ som överlever i hundratals eller tusentals år är ändå en evolutionär återvändsgränd om den inte får någon avkomma. Sexuell selektion är en mekanism som beror av att det finns skillnader mellan individer av samma kön i en population vad gäller karaktärer som påverkar parningsframgång. Detta resulterar i att de olika individerna i en population får olika många avkommor. 

### Reproduktionsförmåga
En individs reproduktionsframgång mäts i hur stor andel av nästa generations samlade genpool som utgörs av individens egna gener. Generna bakom de beteenden och fysiska attribut som leder till ökad reproduktionsframgång kommer därför att öka i andel över generationerna.
Sexuell selektion förklarar på så vis både invecklade parningsbeteenden och fysiska attribut som vid ett första ögonkast kan verka kostsamma eller onödiga. 
Ofta kan sexuell selektion förklara sexuell dimorfism hos arter där både hanar och honor lever under samma naturliga selektionstryck, det vill säga förklara varför hanar och honor ser olika ut eller beter sig olika trots att de lever i samma miljö och nyttjar samma resurser. 

### Sexuell selektion
Den sexuella selektionen har sin grund i att de olika könen investerar olika mycket tid och resurser i sin avkomma. Därför anses anisogami vara den ultimata orsaken till att sexuell selektion uppkommit.
Ju mindre tid en individ investerar i sin avkomma med en partner, desto fler avkommor kan den få med andra partner. Det kön som investerar mest i avkomman kommer att vara den begränsande faktorn för hur många avkommor som produceras inom populationen. Det begränsande könet är därför det kön som i första hand väljer partner. 
Individer av det kön som inte är begränsande kan få avkommor med flera olika partners under samma parningssäsong. Detta kön (oftast hanen) har även en mycket högre livstidsreproduktionspotential. 
Hos däggdjur är det nästan undantagslöst honan som investerar mest i avkomman men hos många fiskar, amfibier och fåglar är det hanarna som tar hand om äggen och ungarna, därför är det då han som investerar mest i avkomman. 
Hos arter där både hona och hane tar lika stort eller lika litet ansvar för ungarna är det ändå honan som gjort den största investeringen eftersom det är kostsammare att producera ägg än spermier. Därför kan man genom en grov generalisering prata om honligt val och hanlig konkurrens.

### Intersexuell selektion
Honligt val/ intersexuell selektion uppkommer när ett kön väljer partners från det andra könet. 
Honor kan få många fördelar av att välja rätt partner. Indirekta fördelar visar sig då en hona som väljer en livskraftig hane med bra gener har större chanser att få livskraftig avkomma. Eller då en hona som väljer en hane med specifika attribut kommer att få söner som liknar honom och döttrar som gillar hanar som liknar honom, enligt teorierna om goda gener (engelska: good genes) och sexiga söner (engelska: sexy sons). Detta kan resultera i skenande selektion (engelska: fisherian runaway selection) eftersom selektionen lätt blir riktad.
- Direkta fördelar visar sig hos många arter där det förekommer bröllopsgåvor och honan väljer den hane som erbjuder den bästa gåvan, exempelvis i form av matpaket, revir eller boplats. Hos en del insektsarter behandlar honan hela hanen som en bröllopsgåva då hon äter upp honom under eller direkt efter parningen. Detta är ett gynnsamt beteende även för hanen då honan får extra näring och därför kan producera fler och livskraftigare avkommor. Dock är det inte helt ovanligt att en hona accepterar en gåva utan att låta hanen befrukta sina ägg.

- Hos arter där sexuella trakasserier är vanliga har honor ibland också ett kryptiskt val då hon kan göra sig av med sperma från en oönskad hane efter att han tvingat henne till parning. Honligt kryptiskt val är även mycket vanligt hos fåglar då en hona parar sig med flera hanar och sedan väljer vilken hanes spermier som ska befrukta hennes ägg. Många fågelhonor kan bevara sperma i upp till flera veckor innan de bestämmer sig för vilken hanes spermier som får befrukta hennes ägg. Hos småfåglar av många arter parar sig honan med flera hanar och det är inte ovanligt att den hane som hjälper till med uppfödandet av ungarna inte är far till dem. En del fågelhonor kan även bestämma könet på sin avkomma efter kvaliteten på sin partner.

### Intrasexuell selektion
Hanlig konkurrens/intrasexuell selektion uppkommer när det finns konkurrens om tillgängliga partners. Hos arter där hanarna är mycket större än honorna och/eller bär vapen kan man anta att direkt hanlig konkurrens spelar en stor roll vid valet av partner. Intrasexuell selektion hanar emellan kan alltså pågå helt utan att honorna har några sexuella preferenser. 
Hanarna använder oftast sin storlek och sina vapen först och främst för att etablera en rangordning. Direkta slagsmål undviks i största möjliga mån då det är kostsamt att slåss. Bara när två hanar av likvärdig styrka och storlek möts kan man räkna med ett slagsmål för att avgöra vem som ska stå högst i rang.
- Hos hanar av arter där honorna tenderar att vara promiskuösa finns även spermiekonkurrens som är en form av sexuell selektion som sker efter parningstillfället.

### Selektionens effektivitet
En regel inom selektionslära är att alla strategier som leder till avkomma har ett positivt selektionstryck på sig. Om det fungerar kommer det att finnas kvar. På så vis upprätthålls alternativa strategier såsom smygparning och könsbytare.
Sexuell selektion medför kostnader i form av ökad predationsrisk och minskade investeringsmöjligheter i avkomman. 
Färgstarka fjäderdräkter och ökat kringströvande som är förknippat med parningsbeteenden och sexuell selektion ökar predationsrisken. Tid och energi som läggs ner på parningsrelaterade aktiviteter förbrukar resurser som istället hade kunnat investerats direkt i avkomman. 
För att karaktärer ska upprätthållas inom en art krävs det att kostnaderna inte blir högre än vinsterna. Den naturliga selektionen håller sitt tryck som motvikt och resulterar i en optimering av de karaktärsuttryck som annars riskerar att maximeras av den sexuella selektionen.